# Windvenster

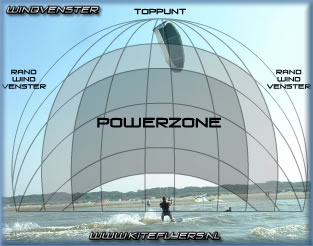
De verdeling van het windvenster.

Het windvenster is het gebied waarin de vlieger van de kitesurfer te besturen is. Aan de buitenkant (9 en 3 uur) van het windvenster is er weinig kracht en in het midden, of aan de binnenkant (12 uur, recht vooruit), is de kracht maximaal (powerzone).